# 土瓦機場
土瓦機場 是一座位於緬甸東南部德林達依省土瓦的機場，該機場主要民航業務為緬甸國內線。

## 航空公司與目的地
| 航空公司 | 目的地           |
| -------- | ---------------- |
| 蒲甘航空 | 高當、墨老、仰光 |
| 緬甸航空 | 烏法、仰光       |